# Papamosques d'Angola
El papamosques d'Angola (Melaenornis brunneus) és una espècie d'ocell de la família dels muscicàpids (Muscicapidae) endémica dels boscos de muntanya tropicals de l'oest d'Angola. El seu estat de conservació es considera de risc mínim.

## Taxonomia
El papamosques d'Angola forma una superespècie amb el papamosques xocolata i el papamosques ullblanc. Aquestes tres espècies van estar classificades en el gènere Dioptrornis o agrupades com una sola espècie, però l'al·lopatria i les diferències morfològiques mostrades donen suport a la seva segmentació com a al·loespècies. Els resultats d'un estudi filogenètic molecular publicat el 2010 van conduir a una reorganització de la família dels muscicàpids en què les quatre espècies del gènere Bradornis, l'única espècie de Sigelus i les espècies de Dioprornis es van fusionar a Melaenornis.